# Piramide van Oeserkaf
De piramide van Oeserkaf is de piramide die de Egyptische farao Oeserkaf uit de 5e dynastie liet bouwen in Saqqara.

## Geschiedenis van de piramide

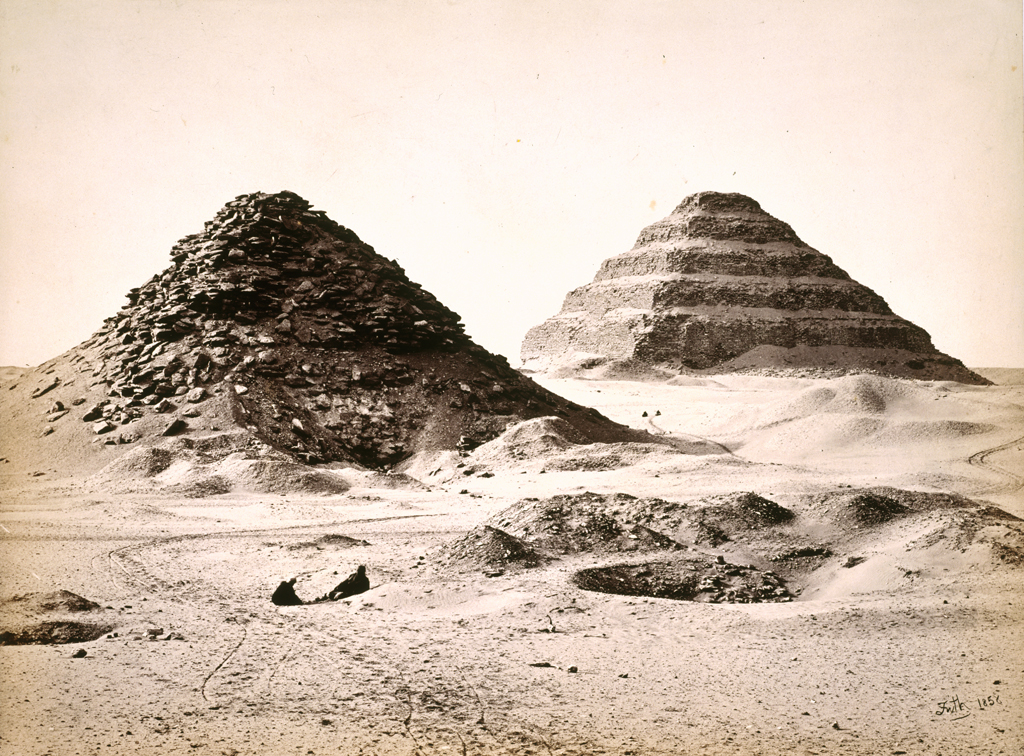
De piramide van Oeserkaf met op de achtergrond de trappenpiramide van Djoser
(1858), Francis Frith

De piramide is de eerste piramide in Saqqara van een koning uit de 5e dynastie. De piramide lag ver verwijderd van Giza, waar de piramiden van de 4e dynastie lagen, en lag vlak bij de trappiramide van Djoser uit de 3e dynastie. In 1839 werd de piramide voor het eerst betreden door John Shae Perring, die ze toeschreef aan farao Djedkare Isesi. In 1928 voerde Cecil Firth opgravingen uit en kon ze terecht toeschrijven aan Oeserkaf. In 1950 werd de piramide verder onderzocht door Jean-Philippe Lauer. Sinds 1991 is de piramide niet meer toegankelijk omdat de ingang door een aardbeving werd bedolven onder puin.

## Architectuur van de piramide

### Daltempel en processieweg
Deze zijn tot vandaag nog niet opgegraven of onderzocht, maar lagen ten zuidwesten van de dodentempel.

### Dodentempel
De dodentempel is heel ongewoon opgebouwd. Ze lag niet ten oosten van de piramide, maar in het zuiden. De reden hiervoor was mogelijk het ongeschikte terrein ten oosten van de piramide of om ideologische redenen: de populariteit van de zonnecultus van Heliopolis, denk maar aan de zonnetempel die Oeserkaf liet bouwen. De dodentempel had een binnenhof met grote granieten zuilen en was geplaveid met basaltplaten. In het hof stond vroeger een groot standbeeld van de farao, maar nu hebben we enkel nog de granieten kop die in het Egyptisch museum van Caïro staat. 

### Grafkapel
Helemaal apart stond de grafkapel, die normaal bij de dodentempel hoorde. Deze bevond zich wel ten oosten van de piramide.

### Piramide
De piramide van Oeserkaf heette oorspronkelijk 'Rein zijn de plaatsen van Oeserkaf'. Ze was 49 meter hoog en de zijden waren 73,5 meter lang. Dit is vrij klein in vergelijking met de piramides die zijn voorgangers in Gizeh op hadden getrokken. De piramide was bedekt met ruwe kalksteen met daarboven Toera-kalksteen, waarvan niets meer rest. De ingang lag zoals gewoonlijk in het noorden en leidde naar de antichambre, die net onder het middelpunt van de piramide lag. Van daaruit kon men de grafkamer bereiken, waar een sarcofaag stond.

### Bijpiramiden
Er stond ten zuidwesten van de grote piramide nog een kleinere piramide voor de cultus, die 15 meter hoog was. Ten zuiden van de grote piramide stond er bovendien een piramide voor koningin Neferhetepe. Daarvan zijn enkel wat kalksteenblokken bewaard gebleven uit het plafond van de grafkamer.

## Galerij

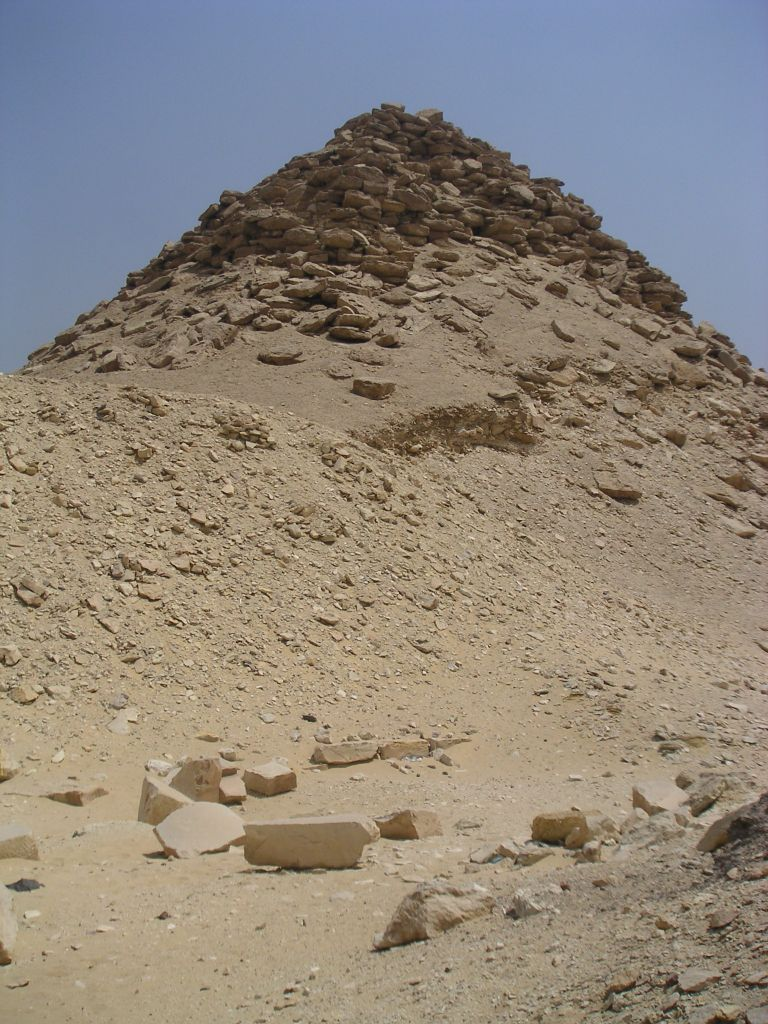
De piramide van Oeserkaf vanuit het zuidwesten bekeken
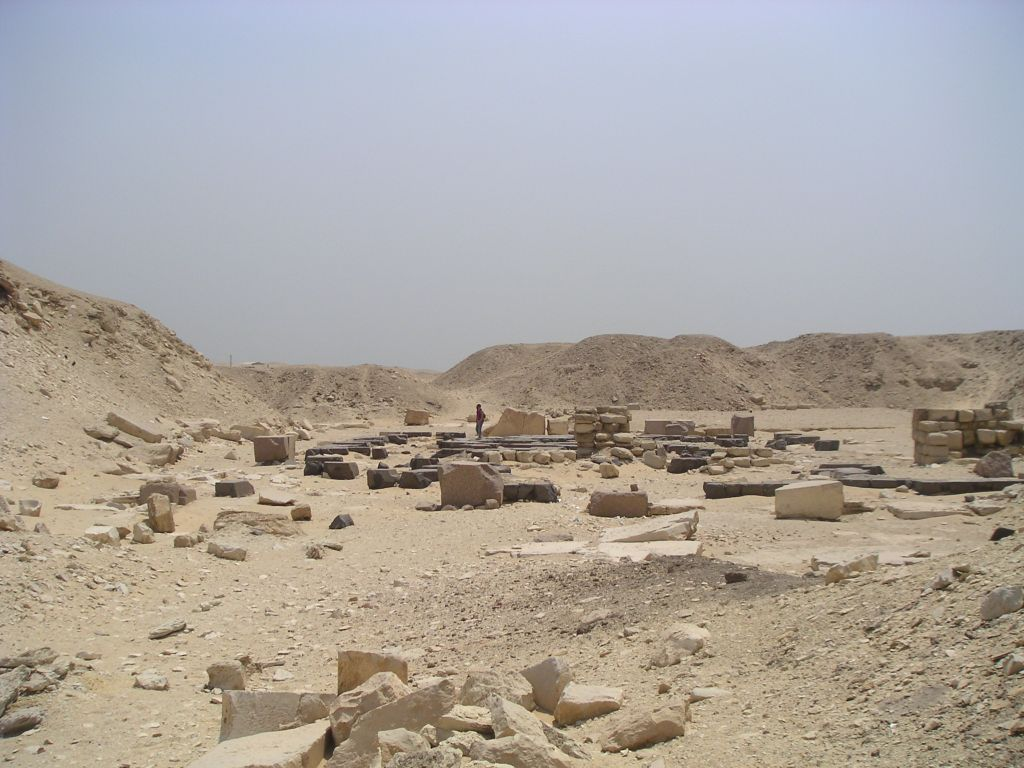
Ruïnes van de dodentempel
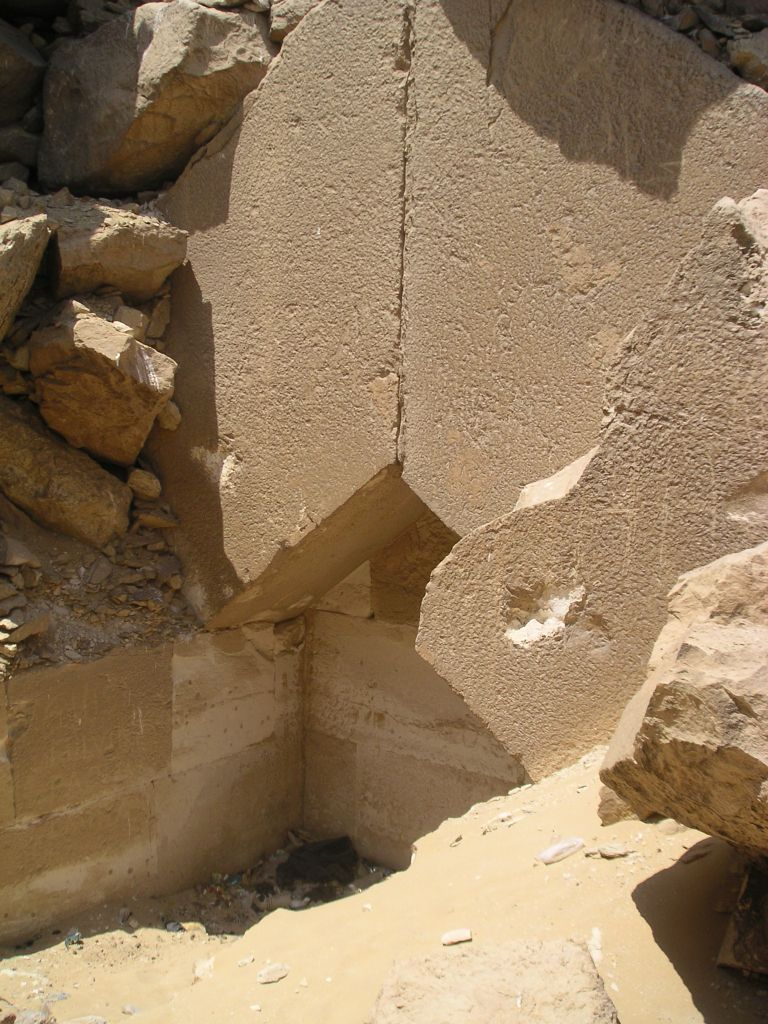
De kalksteenblokken van de piramide voor koningin Neferhetepe
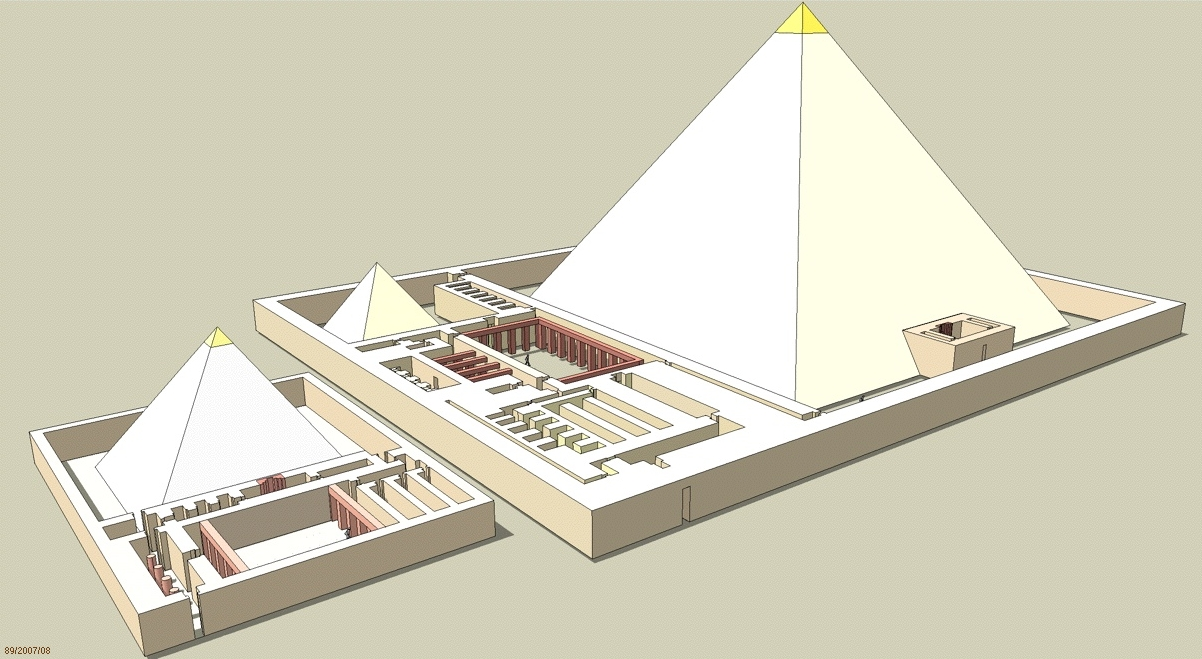
Reconstructie van het hele complex